# 宝塔路街道
宝塔路街道，是中华人民共和国江苏省鎮江市润州区下辖的一个乡镇级行政单位。

## 行政区划
宝塔路街道下辖以下地区：
电力路社区、广东山庄社区、李家山新村第一社区、李家山新村第二社区、运河社区、凤鸣新村社区、黄山社区、车站社区、同德里社区、黎明社区和润州花园社区。